# Передпорядок

діаграма Гассе передпорядку x R y визначеного як x/4 ≤ y4. Через наявність циклів, R не є антисиметричним, тому відношення не є частковим впорядком.

Передпорядок (відношення передпорядку) — бінарне відношення в теорії порядку, що є транзитивним та рефлексивним. Зазвичай позначається {\displaystyle \leqslant ,} тоді визначення передпорядку на множині {\displaystyle S} приймає вигляд:
{\displaystyle \forall a,b,c\in S:\quad (a\leqslant b\land b\leqslant c)\Rightarrow (a\leqslant c)\quad } (транзитивність)
{\displaystyle \forall a\in S:\quad \qquad a\leqslant a\quad } (рефлексивність)
Якщо замінити у визначенні рефлексивність на антирефлексивність, то отримаємо строгий передпорядок, який позначеється {\displaystyle \,<\,}. Визначення:
{\displaystyle \forall a,b,c\in S:\quad (a<b\land b<c)\Rightarrow (a<c)\quad } (транзитивність)
{\displaystyle \forall a\in S:\quad \qquad \lnot (a<a)\quad } (антирефлексивність)

## Пов'язані визначення
- Відношення еквівалентності — симетричний передпорядок.
- Частковий порядок — антисиметричний передпорядок.
- Повний передпорядок — передпорядок, що є повним.

## Теорія категорій
В теорії категорій з поняттям передпорядку пов'язують зазвичай дві категорії: категорію передпорядків й категорії, які називають передпорядками.

### Передпорядки
Категорія {\displaystyle {\mathcal {P}}} називається передпорядком, якщо для будь-яких двох об'єктів {\displaystyle a,b\in Ob{\mathcal {P}}} існує не більше одного морфізму {\displaystyle f\colon a\to b.} Якщо {\displaystyle {\mathcal {P}}} — мала категорія, то на множині її об'єктів можна задати відношення передпорядка за наступним правилом:
{\displaystyle a\leqslant b\iff \exists f\colon a\to b}
З аксіом категорії слідує, що таке відношення буде рефлексивним і транзитивним. Передпорядок — це абстрактна категорія, тобто його у загальному випадку не можна представити як категорію деяких множин із заданою структурою і відображеннями, що зберігають цю структуру.
- Передпорядок — це скелетна категорія.
- Якщо мала категорія {\displaystyle {\mathcal {C}}} повна в малому, то вона є предпорядком, причому кожна менша множина його елементів має найбільшу нижню грань.
- Добуток набору (множини, класу і т. п.) об'єктів предпорядку — це найбільша нижня грань для цього набору. Кодобуток набору об'єктів — це його найменша верхня грань.
- Початковий об'єкт {\displaystyle 0} у передпорядку {\displaystyle {\mathcal {P}}}, якщо він існує, — це його найменший об'єкт, так що {\displaystyle \forall a\in {\mathcal {P}}\colon 0\leqslant a.} Аналогиічно, термінальний об'єкт передпорядку — це найбільший об'єкт у ньому.

### Категорія передпорядків
Категорія передпорядків позначається зазвичай {\displaystyle \mathbf {Preord} .} Об'єктами категорії передпорядків є передпорядки (в сенсі категорій), зокрема, множини, на яких задані відношення передпорядку. Морфізми в цій категорії — відображення множин, зберігають відношення предпорядку, тобто монотонні відображення. Розглянемо в {\displaystyle \mathbf {Preord} } підкатегорію малих передпорядків {\displaystyle \mathbf {Preord} _{S}.} Це конкретна категорія, наділена очевидним унівалентним забутливим функтором
{\displaystyle U\colon \mathbf {Preord} _{S}\to \mathbf {Set} ,}
який зіставляє кожному малому передпорядку множину його об'єктів, а кожному морфізму — монотонне відображення відповідних множин. Цей функтор створює межі в {\displaystyle \mathbf {Preord} }. Таким чином, аналогічно {\displaystyle \mathbf {Set} ,} початковим об'єктом в {\displaystyle \mathbf {Preord} } є порожня множина, термінальним об'єктом — множина з одного елементу, добутком об'єктів — прямий добуток відповідних множин з покомпонентним порівнянням, тощо.